# 金ヶ瀬拡幅
金ヶ瀬拡幅（かながせかくふく）は、宮城県刈田郡蔵王町から柴田郡大河原町に至る国道4号の改良事業である。

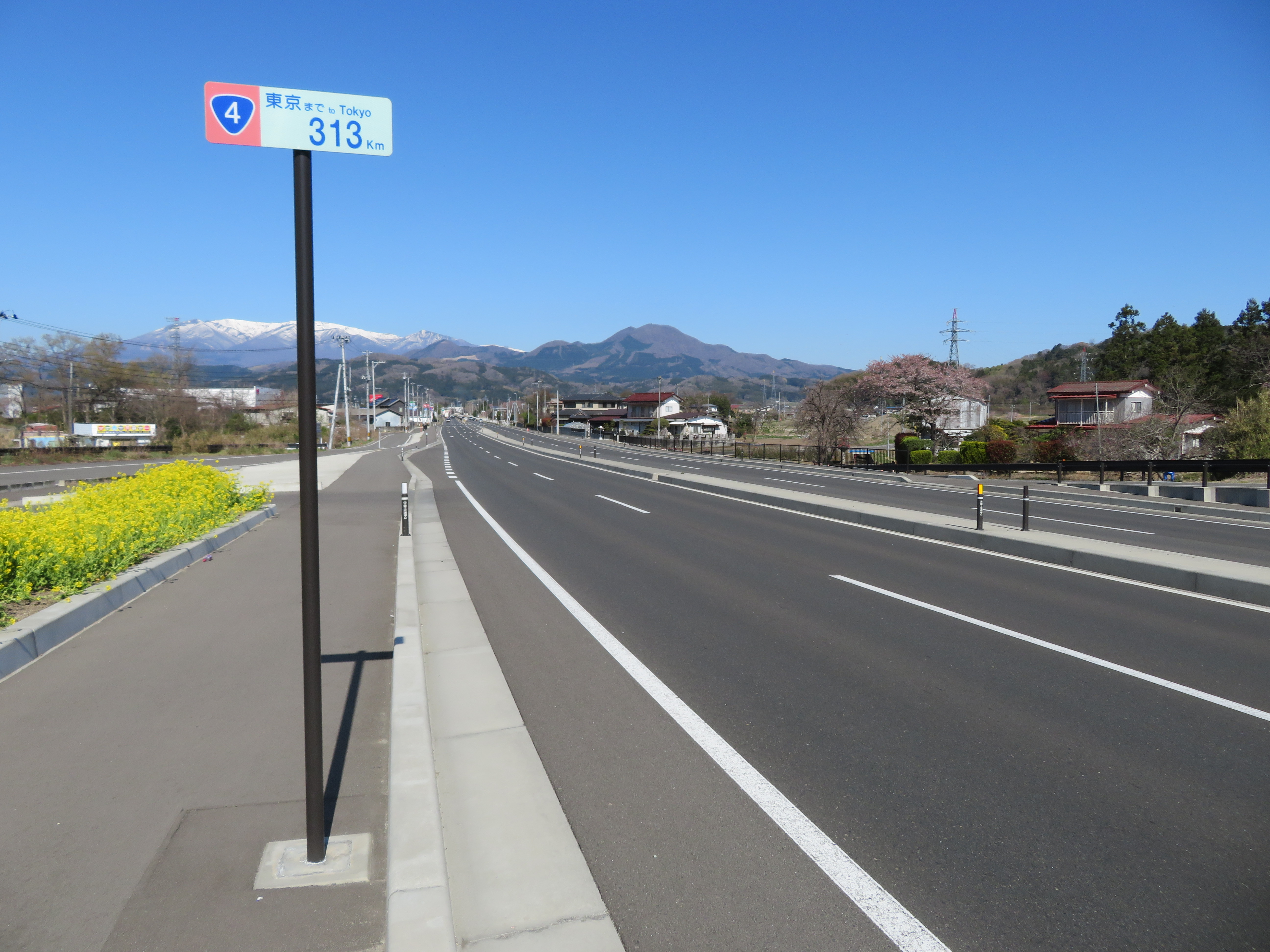
宮城県刈田郡蔵王町宮海道東堀添付近

## 概要
- 起点 - 刈田郡蔵王町宮
- 終点 - 柴田郡大河原町金ヶ瀬
- 全長 - 3.7km（全区間供用済み）

宮城県白石市から仙台市の国道4号で唯一の2車線区間である、刈田郡蔵王町向山交差点（宮城県道25号岩沼蔵王線の交点）から大河原町金ヶ瀬交差点（仙南運転免許センター入口の交点）が3.7km残っており、渋滞を引き起こすボトルネックとなっていた。また、東北自動車道の白石インターチェンジから泉インターチェンジまでの区間は急カーブ急こう配が続く悪線形で、宮城県の東北自動車道で通行止めが最も多く、そのたびに国道4号の混雑が迂回車両によってさらに輪をかけて悪化し、地域住民の生活にも影響を及ぼしている。全線の4車線化により通過速度の向上と追突や正面衝突といった重大事故の減少や、安定した交通量の確保などこれらの問題の解消が期待されている。
これらの問題の解消が国道4号の2車線区間の混雑緩和のために2009年（平成21年）度に起点の刈田郡蔵王町宮から柴田郡大河原町金ヶ瀬までの3.7kmの4車線化が事業化された。2004年（平成16年）3月に金ヶ瀬拡幅の終点である大河原町金ヶ瀬金ヶ瀬交差点から柴田バイパスの起点である大河原町新南交差点（宮城県道110号大河原高倉線との交点）までの1.0kmの4車線が完了した。金ヶ瀬拡幅部分の工事は2009年（平成21年）9月より始まった。工事は終点から籠石交差点（刈田郡蔵王町の北白川駅入口の宮城県道112号北白川停車場向山線交点）までの大河原工区とそれより西側の蔵王工区に分け、終点側から西側に工事が進められ、順次4車線化工事が完了し2018年（平成30年）11月18日に全区間4車線供用となった。

## 沿革
- 1994年（平成6年）度 - 都市計画決定。
- 2004年（平成16年）度 - 事業着手。
- 2005年（平成17年）度 - 用地着手。
- 2009年（平成21年）度 - 工事着手。
- 2011年（平成23年）5月 - 終点から400m西側の区間が先行して4車線供用。
- 2012年（平成24年）3月 - 終点から1km西側の区間が4車線供用。
- 2013年（平成25年）3月 - 終点から蔵王町籠石交差点まで4車線供用。これにより大河原工区の4車線化完了[2]。
- 2016年（平成28年）4月 - 籠石交差点から東北新幹線高架下付近までの0.8kmの区間が4車線供用[3]。
- 2018年（平成30年）11月 - 蔵王工区の残り0.8kmが4車線供用により、全区間4車線化完了。